# Phyllodactylus sommeri
Phyllodactylus sommeri (листопалий гекон гаїтянський) — вид геконоподібних ящірок родини Phyllodactylidae. Ендемік Гаїті.

## Поширення і екологія
Гаїтянські листопалі гекони відомі з типового місцезнаходження, розташованого на північний захід від міста Гонаїв в департаменті Артибоніт. Вони живуть серед вапнякових скель, місцями порослих кактусами, агавами і акаціями, на висоті до  310 м над рівнем моря.
Самиці відкладаються два яйця.

## Збереження
МСОП класифікує цей вид як такий, що перебуває на межі зникнення. Гаїтянським листопалим геконам загрожує знищення природного середовища.